# Zaira Bueno
Zaira Bueno (Porto Alegre, 11 de novembro de 1952) é uma atriz, reporter, modelo, produtora, escritora, Autora, Bailarina e apresentadora brasileira.
Tornou-se conhecida nas décadas de 1970 e 1980, ao estrelar pornochanchadas.
Foi capa da Revista Playboy de junho de 1983.
Está radicada em Los Angeles há algumas décadas.

## Filmografia

### Trabalhos no cinema
| Ano  | Título                           | Papel     |
| ---- | -------------------------------- | --------- |
| 1985 | Fêmeas em Fuga                   |           |
| 1983 | Sexo Animal                      | Tânia     |
| 1982 | Excitação Diabólica              | Diana     |
| 1982 | Amor, Palavra Prostituta         | Berenice  |
| 1982 | A Fábrica das Camisinhas         |           |
| 1982 | As Gatas, Mulheres de Aluguel    |           |
| 1982 | O Prazer do Sexo                 | Maura     |
| 1982 | O Rei da Boca                    | Valeska   |
| 1982 | Tessa, a Gata                    | Cinira    |
| 1981 | Aqui, Tarados!                   | Marina    |
| 1981 | Os Insaciados                    |           |
| 1981 | Me Deixa de Quatro               | Leda      |
| 1981 | As Meninas de Madame Laura       | Soraia    |
| 1981 | A Noite dos Bacanais             | Cris      |
| 1981 | P.S.: Post Scriptum              | Tiana     |
| 1976 | Pura como um anjo, Será… Virgem? | Graziella |
| 1976 | Quem É o Pai da Criança?         | Ismênia   |
| 1975 | A Ilha do Desejo                 | Rose      |

### Trabalhos na televisão
| Ano  | Título              | Personagem     | Nota                                        |
| ---- | ------------------- | -------------- | ------------------------------------------- |
| 2002 | SPA TV Fantasia     | Iolanda        | Episódio: "Quem Não Tem Cão, Caça Com Gato" |
| 1989 | Colônia Cecília     | Elena          |                                             |
| 1985 | Uma Esperança no Ar | Dolly          |                                             |
| 1983 | Sabor de Mel        | Flávia         |                                             |
| 1982 | Campeão             | Beatriz        |                                             |
| 1982 | A Filha do Silêncio | Madre Angélica |                                             |
| 1982 | O Tronco do Ipê     | Adélia         |                                             |

## Trabalhos No Teatro
| Título                             | Direção       |
| ---------------------------------- | ------------- |
| Sua Excelência, o Candidato        | Bibi Ferreira |
| As Mocas do Segundo Andar          | Kiko Jaess    |
| Quem procura Ação Procura Confusão | Atílio Ricó   |
| O Vison Voador                     |               |
| Valsa N6                           | Eraldo Rizzo  |
| Anjos De guarda                    | Zeno Wilde    |